# Список об'єктів Світової спадщини ЮНЕСКО в Республіці Конго
У списку об'єктів Всесвітньої спадщини ЮНЕСКО в Республіці Конго значиться 1 найменування (2014 рік), це 0,1 % загального числа (1092 на 2018 рік).
Республіка Конго ратифікувала Конвенцію про охорону всесвітньої культурної і природної спадщини 10 жовтня 1987 року. Перший об'єкт на території Республіки Конго був занесений в 2012 році на 36-й сесії Комітету всесвітньої спадщини ЮНЕСКО.

## Список
| # | Зображення | Назва | Розташування         | Час створення | Рік внесення до списку | №                                                   | Критерії |
| - | ---------- | --- | -------------------- | ------------- | ---------------------- | --------------------------------------------------- | -------- |
| 1 |            | Ліс Санга трьох націй (фр. Trinational de la SanghaTrinational de la Sangha): а) Нубале-Ндокі ( Республіка Конго); б) Лобеке ( Камерун); в) Дзанга-Санга ( ЦАР) | Департамент: Лікуала |               | 2012                   | 1380 [Архівовано 24 грудня 2018 у Wayback Machine.] | ix, x    |

## Кандидати
| # | Зображення | Назва                       | Розташування                | Категорія об'єкта | Рік внесення до списку | №                                                      |
| - | ---------- | --------------------------- | --------------------------- | ----------------- | ---------------------- | ------------------------------------------------------ |
| 1 |            | Стародавній порт у Лоанго   | Департамент: Куілу          | культурний        | 2008 рік               | № 5373 [Архівовано 19 січня 2019 у Wayback Machine.]   |
| 2 |            | Королівські володіння в Мбе | Департамент: Пул            | культурний        | 2008 рік               | № 5374 [Архівовано 19 січня 2019 у Wayback Machine.]   |
| 3 |            | Конкуаті-Дулі               | Департамент: Куілу          | природний         | 2008 рік               | № 5375 [Архівовано 23 вересня 2020 у Wayback Machine.] |
| 4 |            | Одзала                      | Департамент: Західний Кювет | природний         | 2008 рік               | № 5376 [Архівовано 19 січня 2019 у Wayback Machine.]   |